# Gabriela Soukalová

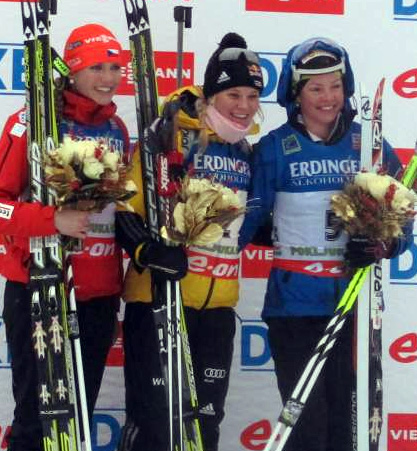
Medailistky prosincového stíhacího závodu Světového poháru 2012/13 ve slovinské Pokljuce, zleva: Gabriela Soukalová (stříbro), Miriam Gössnerová (zlato), Marie Dorinová Habertová (bronz)

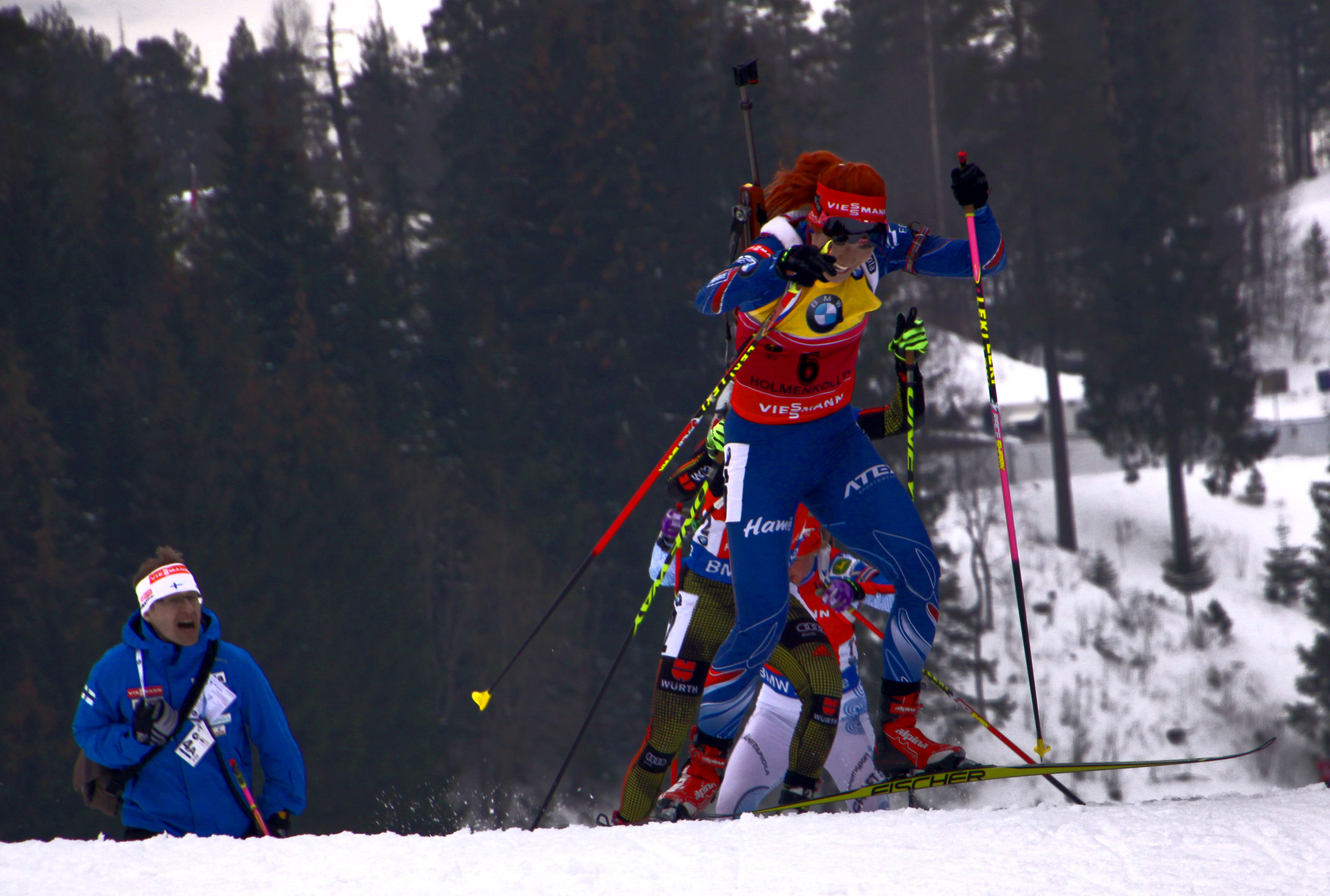
Gabriela Soukalová v žlutém trikotu vedoucí závodnice Světového poháru 2015/16 a červeném trikotu vedoucí závodnice disciplíny

Gabriela Soukalová, v letech 2016–2021 provdaná Koukalová, (* 1. listopadu 1989 Jablonec nad Nisou) je bývalá česká reprezentantka v biatlonu, celková vítězka Světového poháru v biatlonu 2015/16, dvojnásobná stříbrná medailistka ze Zimních olympijských her 2014, bronzová medailistka z týchž her, mistryně světa ve sprintu, stříbrná z vytrvalostního závodu a bronzová ve stíhacím závodu z Hochfilzenu 2017, světová šampionka ve smíšené štafetě a držitelka stříbrného kovu z vytrvalostního závodu v Kontiolahti 2015.
Ve Světovém poháru dokázala individuálně vyhrát sedmnáct závodů, šestkrát pak stanula na nejvyšším stupni v týmových závodech. V juniorské kategorii se stala mistryní světa v závodě štafet.
V roce 2017 se stala prvním biatlonistou, který vyhrál českou anketu Sportovec roku v kategorii jednotlivců, a popáté se umístila v elitní desítce nejlepších českých sportovců.
Poslední závody absolvovala na jaře 2017, v další sezóně nestartovala kvůli přetrvávajícím zdravotním problémům a ke sportu se nevrátila ani v následujícím ročníku. V květnu 2019 oficiálně oznámila ukončení své sportovní kariéry.

## Osobní život
Pochází ze sportovní rodiny. Její matka Gabriela Soukalová je bývalá reprezentantka v běhu na lyžích, držitelka stříbrné medaile ze Zimních olympijských her 1984 v Sarajevu, otec Karel Soukal je všestranný lyžař a trenér. Má čtyři polorodé sourozence (tři z otcova prvního manželství, jednoho z matčina prvního manželství) – dva bratry a dvě sestry. Její nejstarší bratr Karel Soukal je římskokatolický a řeckokatolický kněz (biritualista), v roce 2016 žijící na faře v Čestlicích.
V dětství navštěvovala lidovou školu umění. Odmala se věnovala klasickému lyžování, ale v 9. třídě základní školy přešla k biatlonu. Rodiče ji trénovali individuálně až do sezóny 2012–2013. Vystudovala střední uměleckoprůmyslovou školu v Jablonci nad Nisou (obor Propagační grafika) a následně i tamní vyšší odbornou školu (specializace Ražená mince a medaile). Věnovala se také hře na klavír a ráda zpívá.
V létě 2014 navázala vztah s badmintonistou Petrem Koukalem. Dne 13. května 2016 v nedostavěném gotickém chrámu v Panenském Týnci proběhla jejich svatba, která byla do poslední chvíle utajována.
Na jaře roku 2018 vydala autobiografii s názvem Jiná Gabriela Koukalová, kterou napsala společně s Martinem Moravcem. V knize vypráví o těžkých začátcích v biatlonovém světě, vztahu s Petrem Koukalem nebo o dlouholetých problémech s anorexií.
V červnu 2019 byla Gabriela Koukalová potvrzena jako první účastnice 10. ročníku televizní taneční soutěže StarDance. Jejím tanečním partnerem se stal Martin Prágr. Pár obsadil páté místo.
V září 2020 oznámila na svém instagramovém účtu, že s manželem podali žádost o rozvod. Během října v rozhovorech sdělila, že je již rozvedená. V únoru 2021 uvedla, že má nového přítele Miloše Kadeřábka, a v březnu 2021 oznámila, že se vrací k příjmení Soukalová. Dne 16. září 2021 se Soukalové a Kadeřábkovi narodila dcera Izabela Gabriela.
V březnu 2024 měl premiéru celovečerní dokumentární film Gabriela Soukalová: Pravda se pořád vyplatí od režiséra Petra Větrovského. Ve filmu kromě kariéry a problémech s poruchami příjmu potravy mluvila také o vlně kritiky, které se jí dostalo po vydání autobiografie, rozvodu s Koukalem, myšlenkách na sebevraždu, novém příteli, dceři i nezdařeném pokusu o návrat k biatlonu. Pro film nazpívala se Štefanem Margitou píseň „Teď budu mluvit já“.

## Sportovní kariéra
V sezóně 2008/2009 vyhrála jako členka českého štafetového týmu juniorské Mistrovství světa v Kanadě.
V sezóně 2009/10 reprezentovala Českou republiku na Zimních olympijských hrách ve Vancouveru 2010 v individuálním závodě, kde obsadila 60. místo, ve štafetách dosáhl český tým 16. příčky.
V sezónách 2010/2011 a 2011/2012 ve Světovém poháru nezaznamenala výraznější výsledky. V závěru druhé z nich onemocněla mononukleózou a vynechala pět měsíců přípravy.

### Sezóna 2012/2013: První vítězství ve Světovém poháru a bronz se smíšenou štafetou
Od sezóny 2012/2013 přešla do tréninkové skupiny Jindřicha Šikoly. Po boku nové tréninkové partnerky, dlouhodobé české jedničky Veroniky Vítkové, se zařadila do světové špičky. Dne 14. prosince 2012 vyhrála první závod ve Světovém poháru, když triumfovala ve sprintu ve slovinské Pokljuce, druhý den v sobotu ve stíhacím závodě obsadila těsně druhé místo a v neděli 16. prosince dosáhla na třetí místo v hromadném závodě. Kvůli nemoci vynechala Světový pohár v Oberhofu a v Anterselvě nenastoupila do štafetového závodu kvůli obavám z opětovného nástupu nemoci. Na Mistrovství světa v Novém Městě na Moravě, přes obavy v jaké formě bude startovat po nemoci, obsadila v každém závodě umístění mezi první dvacítkou. V posunu na stupně vítězů jí zabránila především pomalá (opatrná) střelba, která se jí ne vždy vydařila. Dosáhla však úspěchu jako členka bronzové smíšené štafety, ve které běžela druhý úsek. Dne 14. března 2013 dosáhla v ruském Chanty-Mansijsku druhého vítězství ve Světovém poháru, opět ve sprintu. O dva dny později vyhrála i stíhací závod. Úspěšný víkend završila triumfem v závodě s hromadným startem. Tyto výsledky jí vynesly šestou příčku v celkovém hodnocení Světového poháru, když za sebou nechala i takové hvězdy, jako Němku Miriam Gössnerovou nebo slovenskou biatlonistku Anastasii Kuzminovou.

### Sezóna 2013/2014: Dvě stříbrné medaile ze ZOH a zisk malého glóbu
Na olympijskou sezónu 2013/14 se od srpna připravovala s mužským reprezentačním týmem vedeným Ondřejem Rybářem. Sezónu zahájila ve švédském Östersundu dvěma vítězstvími v řadě. Nejprve pomohla k vítězství smíšené štafetě a poté triumfovala v individuálním závodě na 15 km. Natáhla tak svou šňůru výher ve Světovém poháru na pět závodů v řadě. Dlouho se držela v čele celkového hodnocení Světového poháru. Začátkem ledna jí sice na jeden den sesadila Ukrajinka Valj Semerenková, hned v následujícím závodě si však vzala vedení zpět, což podpořila dvěma vítězstvími následující týden v německém Ruhpoldingu. Zde vyhrála nejprve vytrvalostní závod, čímž si zajistila i malý glóbus za celkové vítězství v této disciplíně, a poté triumfovala i ve stíhacím závodě. O vedení ve Světovém poháru přišla až na posledním podniku před olympiádou, v italské Anterselvě. Tady jí potkala smůla, když ve sprinterském závodě se jí rozpadl závěr zbraně, nemohla řádně odstřílet a nakonec byla dokonce kvůli špatné manipulaci se zbraní diskvalifikována. Nemohla tedy nastoupit ani do stíhacího závodu. Do čela celkového hodnocení se tak dostala Norka Tora Bergerová, Gabriela Soukalová klesla až na čtvrté místo.

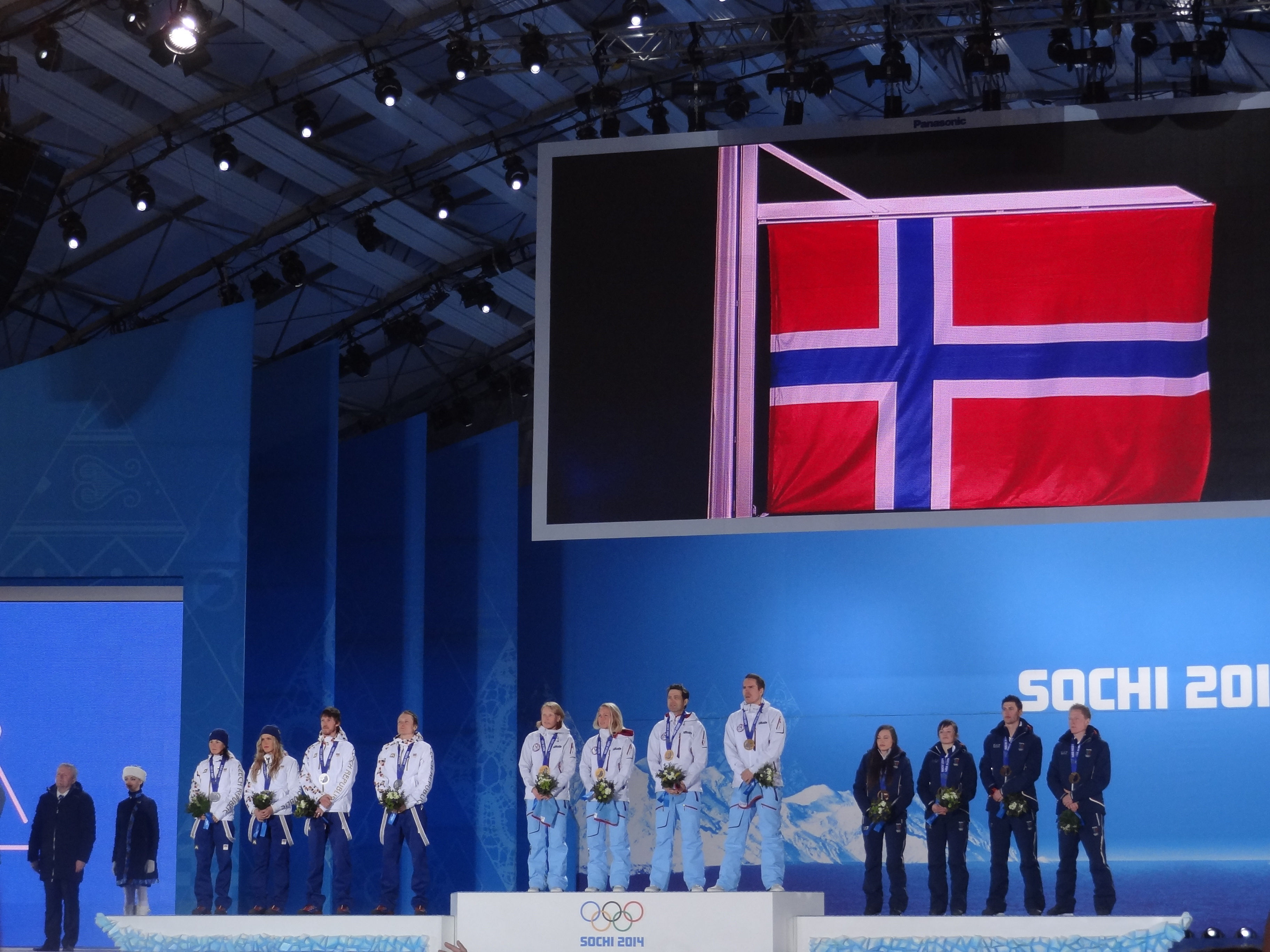
Při slavnostním předávaní medailí ze smíšené štafety na ZOH v ruské Soči

Zimní olympijské hry 2014 v Soči zahájila 28. místem ve sprintu (původně se umístila na 29. příčce), když na první střelecké položce hned třikrát minula terč. V následném stíhacím závodě skončila čtvrtá. Tentokrát ze dvaceti ran minula jen jednou, ale ztráta ze sprintu byla příliš vysoká. Po poslední střelbě odjížděla ze střelnice těsně čtvrtá za Norkou Torou Bergerovou. Na finiš však neměla síly, Norka jí rychle ujela a předjela ji i Slovinka Teja Gregorinová. I když ještě předjela po poslední střelbě druhou Ukrajinku Valj Semerenkovou, na medaili to již nestačilo. Ve vytrvalostním závodě dokončila závod po dvou chybách na střelnici opět jako čtvrtá, čímž si udržela vedení v hodnocení disciplíny a získala tak malý křišťálový glóbus. Vytoužené medaile se dočkala až v závodě s hromadným startem na 12,5 km, kde vybojovala stříbro. Nestačila pouze na Bělorusku Darju Domračevovou, která vybojovala v Soči již své třetí zlato. Obě závodnice jednou minuly terč, ale Běloruska byla v běhu rychlejší. Druhou stříbrnou medaili získala jako členka smíšené štafety. Běžela druhý úsek, štafetu přebírala od Veroniky Vítkové na třetím místě. I když musela na střelbě vleže třikrát dobíjet a jen těsně se tak vyhnula trestnému kolu, předávala na prvním místě těsně před Norkou. Její mužští kolegové Jaroslav Soukup a Ondřej Moravec pak přivezli štafetu do cíle na druhém místě právě za Nory. V rámci závodu ženských štafet se s českým družstvem ve složení Puskarčíková, Soukalová, Landová, Vítková umístila původně na čtvrté příčce. Ruský tým, který původně skončil druhý, byl ale kvůli dopingu později diskvalifikován, což v květnu 2022 definitivně potvrdil Mezinárodní olympijský výbor, který Češkám, jež se podle upravených výsledků umístily na třetím místě, přidělil bronzové medaile.
Po olympiádě vynechala kvůli nemoci 7. podnik sezóny SP ve slovinské Pokljuce, čímž takřka přišla o šanci zvítězit v celkovém hodnocení Světového poháru. Prvním závodem od olympiády v Soči se pro ní staly dva sprinty v Kontiolahti ve Finsku, v nichž obsadila 7. a 3. místo. V následné stíhačce obsadila, i kvůli špatné střelbě (7 chyb na střelnici) 29. místo. Při závěrečném podniku v norském lyžařském středisku Holmenkollenu nejprve obsadila po bezchybné střelbě v úvodním sprintu 5. místo a následném stíhacím závodě po 6 trestných okruzích obsadila čtrnáctou pozici. Posledním závodem sezóny – jako už bylo zvykem – byl závod s hromadným startem na 12,5 kilometrů, ve kterém Soukalová po 5 omylech na střelnici obsadila 17. pozici a v konečném hodnocení poháru uhájila čtvrtou příčku.
Během slavnostního vyhlašování biatlonisty sezóny obsadila 2. místo za Ondřejem Moravcem. V hlasování fanoušků serveru iDNES.cz však zvítězila.

### Sezóna 2014/2015: Mistryně světa se smíšenou štafetou, triumfy s ženskou štafetou
Před úvodní zastávkou sezóny 2014/2015 ve švédském Östersundu šetřila optimismem, když jí zdravotní problémy a sponzorské aktivity překazily přípravu na sezónu: „Fyzicky jsem strašně unavená, hlavně začátek asi bude pomalejší,“ upřesnila. Ve vytrvalostním závodu obsadila 62. místo a nedosáhla ani na body do celkového hodnocení SP. Sprint a stíhací závod jí výsledkově vyšly lépe, když obsadila v cíli dvacátou devátou, respektive 21. pozici. V nevýrazném výkonu pokračovala i v rakouském Hochfilzenu, kde v individuálních závodech obsadila 31. příčku ve sprintu a 18. pozici ve stíhačce. V ženské štafetě však dokázala přispět k 3. místu. Trápení netrvalo dlouho, když ve slovinské Pokljuce zvítězila po bezchybném výkonu ve sprintu a dala tak vzpomenout na svůj první triumf ve Světovém poháru před dvěma lety právě na stejném místě. Stíhací závod se jí však nepovedl, když hned na první střelecké položce vleže udělala tři chyby a nakonec v závodě skončila na 20. místě. Po bezchybné střelbě se umístila v závodu s hromadným startem na čtvrtém místě, když však ještě po poslední položce figurovala na 2. pozici. Čtvrtou zastávku v Oberhofu zahájila vítězstvím v ženském štafetě spolu s Evou Puskarčíkovou, Jitkou Landovou a Veronikou Vítkovou, když Češky zvítězily o 8,9 sekund před druhou Francií. Ve sprintu skončila na po 2 omylech na střelnici šestá, když se z vítězství radovala Veronika Vítková a po stejném počtu chyb uzavírala první desítku pořadí stíhacího závodu. Stejně složená štafeta dokázala triumfovat i v dalším německém městě Ruhpoldingu, kde v cíli druhou štafetu Běloruska porazila o více než minutu. Soukalová startovala na druhém úseku, kde zvýšila náskok po první předávce a Landové předávala s náskokem 1 minuty a 6 sekund. Ve sprintu obsadila 13. místo, když musela dvakrát na trestný okruh a v závodu s hromadným startem místo deváté. Při sprintu v italské Anterselvě, jež leží v nadmořské výšce 1600 metrů, obsadila 21. místo, v následné stíhačce skončila na 23. pozici, když v obou případech chybovala na střelnici dvakrát. Se štafetou obsadila druhé místo, když na svém úseku předávala z vedoucí pozice. Na domácím podniku v Novém Městě na Moravě dokázala se smíšenou štafetou obsadit druhou příčku, když udělala na střelnici dvě chyby a štafetu předávala Michalu Šlesingrovi na čtvrtém místě jen s minimálním odstupem na další štafety. Při sprintu minula sice jen jednou, ale slabší běžecký čas ji posunul na konec druhé desítky (na 20. místo). Ve stíhacím závodu se strmě posouvala vzhůru, když v těžkých sněhových podmínkách vedla díky bezchybné střelbě do poslední položky, kde však udělala 2 omyly a nakonec dokončila závod na 5. místě. Poslední zastávkou před mistrovstvím světa bylo Oslo, kde nejprve skončila po jedné trestné minutě ve vytrvalostním závodě na 9. místě. a ve sprintu, jenž se jel bez stíhacího závodu, se umístila na páté pozici. Se stejným kvartetem, jako v jiných závodech v sezóně, zvítězila celkově už potřetí ve štafetě.

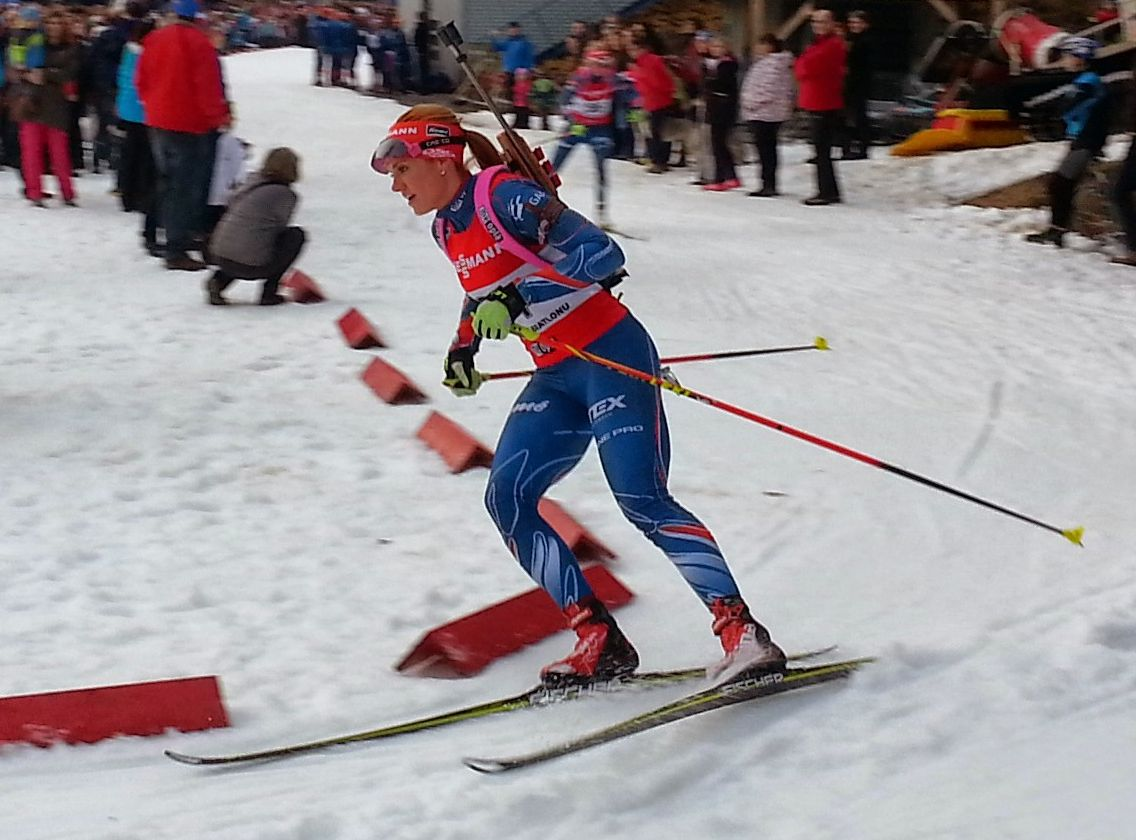
Gabriela Soukalová na březnovém exhibičním Mistrovství České republiky v biatlonovém supersprintu 2015 v Jablonci nad Nisou

MS ve finském Kontiolahti zahájila triumfem ve smíšené štafetě, když spolu s Veronikou Vítkovou, Michalem Šlesingrem a Ondřejem Moravcem porazili druhou Francii o necelých 20 sekund. Silný vítr a sněžení značně ovlivnilo sprint, ve kterém Gabriela Soukalová po třech trestných okruzích obsadila 15. místo. Dobrou střelbou pak svou pozici v cíli stíhacího závodu vylepšila, když s jednou chybou na střelnici skončila pátá, z čehož měla radost: „Ten výsledek pro mě znamená hrozně moc.“ Následoval individuální závod na 15 km, ve kterém až do poslední položky střílela čistě, na ní předposlední ranou minula a připsala si jednu trestnou minutu. V cíli pak dlouho vedla, když na ní nestačila Italka Dorothea Wiererová, jež v cíli na Soukalovou ztratila 1,6 sekundy a ani Finka Kaisa Mäkäräinenová, která sice po poslední položce zaostávala za Češkou o 38 sekund, avšak v cíli na ni ztratila pouhých 1,2 sekundy. O vítězství nakonec Soukalovou připravila ruská závodnice Jekatěrina Jurlovová, která s vysokým startovním číslem jako jediná ze startovního pole zastřílela čistě. Pro Gabrielu Soukalovou byla stříbrná medaile její první individuální z MS a z její zisku byla dost překvapená: „To je pro mě hrozně velké překvapení. Vážně, obrovské překvapení. Zvlášť po téhle sezoně, během které jsem byla pro spoustu lidí terčem kritiky a kterou jsem se nejvíc protrápila. Je to pro mě hrozné zadostiučinění, že jsem těm zlým jazykům zavřela ústa.“ S ženskou štafetou, se kterou v sezóně nechyběla ani jednou na stupních vítězů, se umístila na 8. pozici vinou špatné střelby a tří trestných kol. V závodu s hromadným startem, který byl posledním na šampionátu, zvládla první tři položky čistě a se třemi závodnicemi byla v čele závodu. Na poslední položce posledním výstřelem minula terč, což ji připravilo o šanci bojovat o jednu z medailí a nakonec skončila na 5. místě.
Poslední zastávku sezóny byl ruský Chanty-Mansijsk, kde Gabriela Soukalová ve sprintu dojela do cíle po dvou chybách vstoje na 10. místě. Stejné umístění zaznamenala i v následném stíhacím závodě, kde musela na 3 trestné okruhy a dosáhla na šestý nejlepší běžecký čas. Sezónu uzavřela druhým místem v závodu s hromadným startem, když s čistou střelbou nestačila jen na Němku Lauru Dahlmeierovou a polepšila si na konečné šesté místo v hodnocení Světového poháru.
Během slavnostního vyhlašování biatlonisty sezóny zvítězila jako členka ženské štafety v hlasování fanoušků serveru iDNES.cz.

### Sezóna 2015/2016: Vítězka Světového poháru a zisk tří malých křišťálových glóbů
Ročník zahájila tradičně smíšenou štafetou v Östersundu, kde doběhla spolu s Veronikou Vítkovou, Michalem Šlesingrem a Ondřejem Moravcem za Norskem a Německem na 3. místě, když na svém úseku předávala z 2. pozice jen s minimální ztrátou na Norsko. V prvním, individuálním závodě (jímž byl vytrvalostní závod) skončila v cíli na pátém místě, když ji o vítězství připravil poslední výstřel, který byl její jedinou chybou v závodě. Hned v dalším závodu (sprintu) však dokázala po bezchybné střelbě a 3. nejrychlejším běhu zvítězit, když o rovných 15 sekund porazila Italku Federicu Sanfilippovou a ujala se žlutého dresu pro vedoucí závodnici Světového poháru. Ve stíhacím závodu po 2 trestných okruzích skončila jako ve vytrvalostním závodu na 5. pozici. V Hochfilzenu pak dojela po jedné chybě ve sprintu do cíle na osmém místě a ve stíhacím závodě se po stejném počtu chyb dokázala posunout na 3. pozici. Se štafetou se umístila na 6. místě, když na svém druhém úseku zvítězila. Sprint ve slovinské Pokljuce zahájila chybou na položce vleže, avšak devět dalších terčů v závodě sestřelila a v cíli figurovala na pátém místě. O trikot vedoucí závodnice přišla ve stíhacím závodě, ve kterém skončila na 4. místě a novou vedoucí závodnici se o 4 body stala Marie Dorinová Habertová, jež dokončila závod na místě druhém. Ta však pozici vedoucí ženy SP dlouho neudržela, když Soukalová dokázala po bezchybném výkonu dokončit závod s hromadným startem na druhé pozici, ve kterém nestačila jen na finskou závodnici Kaisu Mäkäräinenovou.

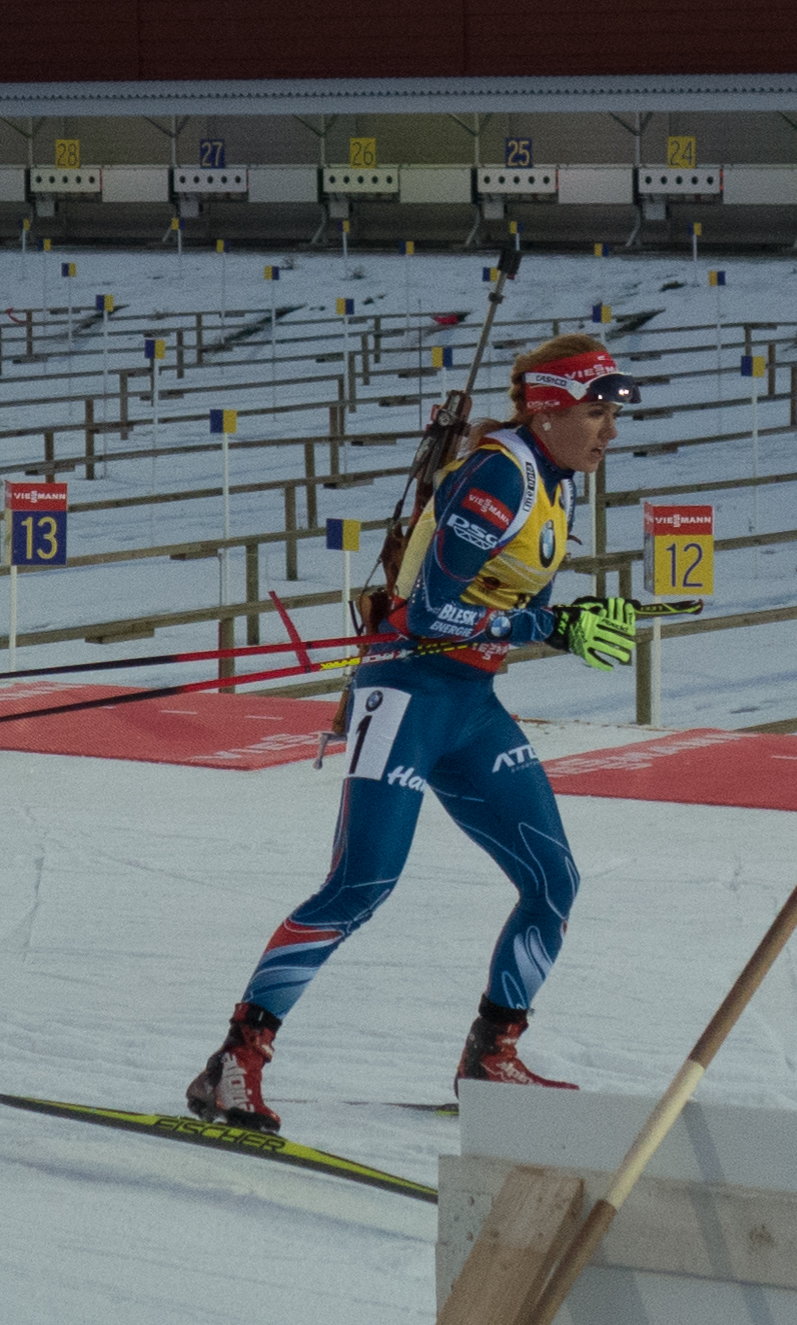
Soukalová ve žlutém trikotu vedoucí závodnice Světového poháru sezóny 2015/16 ve švédském Östersundu

Vánoční pauzu si zpestřila spolu s Ondřejem Moravcem biatlonovou exhibicí na stadionu Veltins-Arena v německém Gelsenkirchenu, kde v závodě smíšených dvojic nestačili jen na vítězné Francouze Marii Dorinovou-Habertovou s Martinem Fourcadem.
Druhý trimestr zahájila 2. místem ve sprintu v německém Ruhpoldingu, kam byly závody přesunuty z německého Oberhofu. Za vítěznou domácí Hildebrandovou zaostala jen o 3 desetiny, když ji při čisté střelbě připravil o vítězství odjezd ze střelnice po první položce, na níž zahákla hůlku do koberce. Po jedné chybě na střelnici ve stíhacím závodě přijížděla do cíle na stejné pozici jako ve sprintu, tedy jako druhá, když po čtvrté střelbě vedla o 13,3 sekundy před Laurou Dahlmeierovou, která ji těsně před cílem předjela a tak zvítězila. V závodu s hromadným startem obsadila 7. pozici, když musela na dvě trestná kola. Na stejném místě se konal i 5. podnik SP, ve kterém Soukalová skončila po jedné chybě na druhé položce třetí ve vytrvalostním závodu. Jubilejní desáté individuální vítězství si připsala v závodu s hromadným startem, ve kterém byla ještě před poslední položkou na třetím místě, ale čistou střelbou a zaváháním jejich sokyň se dostala do vedení, které udržela až do cíle. Poslední disciplínou zastávky byla štafeta, na kterou ji čeští trenéři hlavně pro případ začínajícího onemocnění nepostavili. V italském středisku Anterselva zaznamenala svůj nejlepší individuální výsledek, když skončila ve sprintu na 9. pozici, která zároveň byla jejím nejhorším výsledkem v sezoně. Ve stíhacím závodu toto maximum ještě vylepšila, když závod dokončila po třech chybách na střelnici na 7. místě. I po dvou trestných kolech obsadila ve finiši se štafetou ve složení: Eva Puskarčíková, Lucie Charvátová a Veronika Vítková druhé místo, když na svém třetím úseku posunula Češky z 12. na 4. místo se ztrátou 20 sekund na nakonec vítězné Francouzky. Následně se Světový pohár přesunul do Ameriky, kde byl prvním podnikem Canmore v Kanadě. Ve sprintu skončila na 7. pozici, když jedinou chybu v závodě udělala při ležce, během níž foukal silný vítr. V následném hromadném závodě si dojela pro 3. místo, když ji předstihly jen druhá a třetí závodnice v celkovém hodnocení SP, Dorothea Wiererová a Marie Dorinová Habertová. V závěrečné smíšené štafetě obsadila s českým týmem 10. místo, když na druhém úseku posunula výběr z 22. na 14. pozici. Po přesunutí do amerického Presque Isle, kde se závod Světového poháru konal po pětileté přestávce, ovládla Soukalová závod ve sprintu, když na střelnici ani jednou nezaváhala a druhou v cíli domácí Susan Dunkleovou porazila o téměř 18 sekund. Se stejným náskokem pak vyrazila do stíhačky, kde si myslela, že odstartovala předčasně, a podle slov trenéra ženského týmu Zdeňka Vítka: „se celé první kolo ohlížela po českém týmu, a nevěděla, co má dělat.“ Přesto v závodě chybovala celkem třikrát (všechny udělala na 3. položce) a i díky čisté poslední střelbě, kterou neobvykle střílela od středu, v závodě zvítězila před druhou Kaisu Mäkäräinenovou a připsala si svůj 12. triumf ve SP. Zlatý hattrick dovršila s ženskou štafetou, se kterou ve stejném složení jako v Anterselvě triumfovala celkově počtvrté, když na třetím úseku vytáhla tým z 9. místa na první.

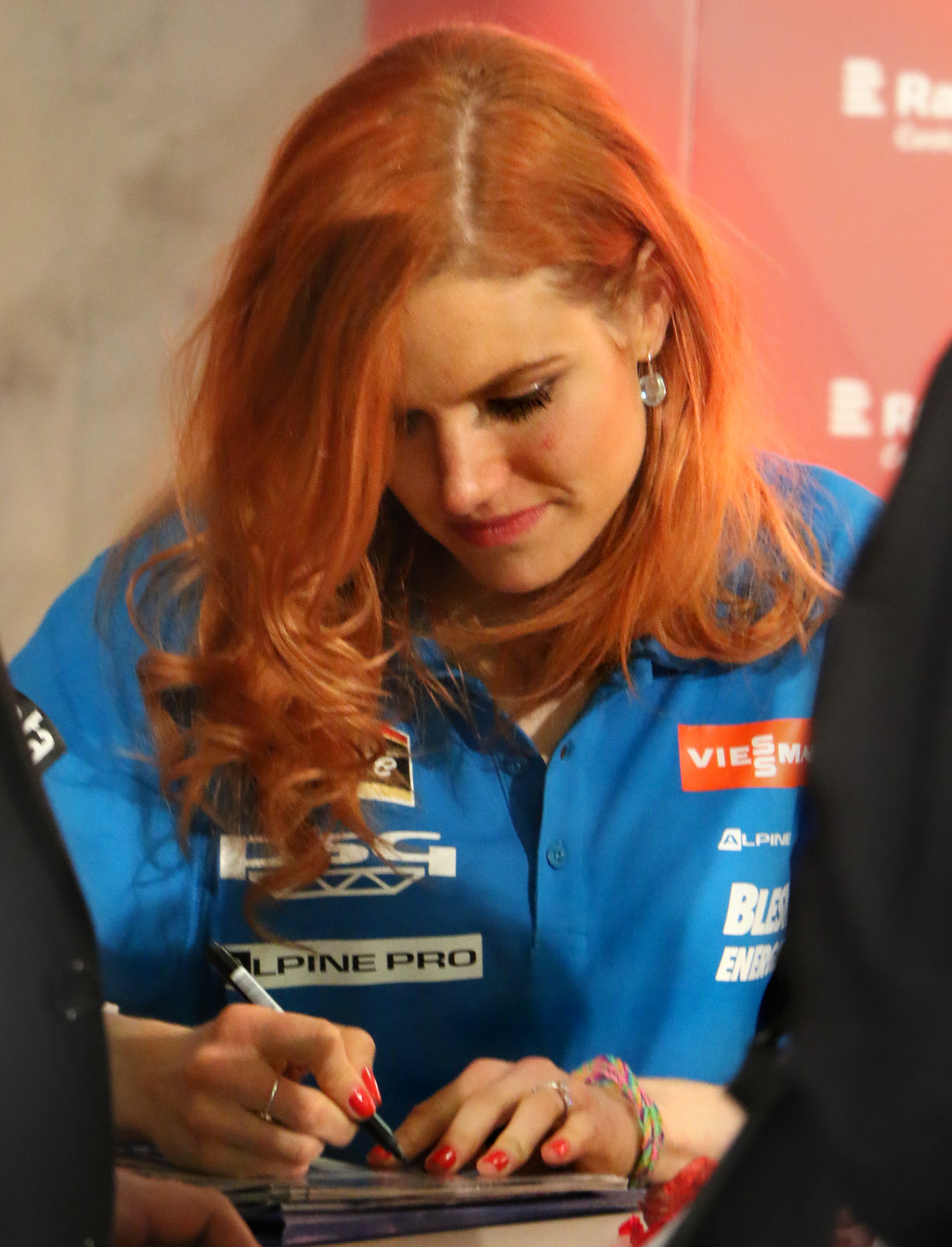
Na autogramiádě po skončení Světového poháru 2015/16

Na šampionát v norském Oslu přijížděla coby vedoucí závodnice hodnocení Světového poháru a prvním závodem byla pro ni smíšená štafeta, se kterou obhajovala zlaté medaile. S týmem ve složení Veronika Vítková, Michal Šlesingr a Michal Krčmář – který startoval za nemocného Ondřeje Moravce – skončila na 5. příčce. Ve sprintu obsadila po jedné chybě na střelnici vleže 4. místo, když ji od bronzové příčky Němky Laury Dahlmeierové dělilo 18 sekund. Umístění komentovala slovy: „Tohle byla ta nejbolestivější brambora ze všech brambor.“ Pět trestných kol ve stíhacím závodě znamenal sešup ze čtvrté příčky na startu na 11. pozici v cíli a nejhorší individuální výsledek v sezóně, když se poprvé nevešla do top desítky. Následoval individuální závod na 15 km, kde udělala celkově 2 chyby (na první a na poslední položce) a v konečném účtování obsadila pátou příčku. S ženskou štafetou se především vinou tří trestných kol umístila na 6. pozici, když na svém druhém úseku vytáhla tým z 18. na 6. místo. Ani v posledním závodě šampionátu, závodu s hromadným startem, se nedočkala medaile, když s jediným trestným kolem skončila na nepopulárním čtvrtém místě.
Závěrečný podnik v Chanty-Mansijsku zahájila 2. místem ve sprintu, díky čemuž si zajistila malý křišťálový glóbus z této disciplíny, i když se před závodem necítila zdravotně nejlépe. Hlavní konkurentka v boji o velký glóbus Francouzka Dorinová-Habertová dojela na 10. místě, a tak se náskok na ni pro Soukalovou zvýšil o 23 bodů. Jelikož se dva nejhorší závody škrtaly, zvedl se po škrtech celkově na 57 bodů. Francouzka měla ještě šanci celkové hodnocení ovládnout, musela by však vyhrát oba zbývající závody a Češka by nesměla ani jednou dojet mezi nejlepší devítkou. V následném stíhacím závodě však Soukalová obsadila 4. místo a tím si definitivně zajistila velký křišťálový glóbus pro celkovou vítězku Světového poháru. Navíc ovládla i hodnocení disciplíny. K triumfu ve Světovém poháru posléze uvedla: „Je to prostě mazec. Kluci to počítali a řekli mi dneska před závodem: Stačí, když budeš jednou do devátého místa. Ale mě to v tu chvíli přišlo jako něco nesplnitelného. A teď ten glóbus mám. Není nic víc. Mám ještě větší radost, než po zisku olympijských medailí.“ Posledním závodem sezóny měl být závod s hromadným startem, kde Soukalová měla hájit pětibodový náskok před druhou Dorinovou-Habertovou. Závod byl kvůli silnému větru zrušen. Gabriela Soukalová zde získala malý glóbus za tuto disciplínu s hromadným startem bez boje.

### Sezóna 2016/2017: Mistryně světa, pět triumfů ve Světovém poháru a dva malé glóby
Pod novým příjmením a jako obhájkyně Velkého glóbu zahájila novou sezónu smíšenou štafetou v Östersundu, kde se svými kolegy skončila na 7. místě. Prvním závodem jednotlivců byl pro ni vytrvalostní závod, kde po sedmi trestných minutách na střelnici obsadila 17. místo, když měla 2. nejrychlejší běžecký čas. Bezchybná střelba ve sprintu jí následně zajistila stupně vítězů, když v závodu obsadila třetí místo. Toto umístění dokázala vylepšit v následném stíhacím závodě, který opanovala osm sekund před druhou v cíli Němkou Laurou Dahlmeierovou a potřinácté v kariéře triumfovala v nějakém z individuálních závodů Světového poháru. Dalším zastávkou byla slovinská Pokljuka, kde nejprve skončila na sedmém místě ve sprintu, když na střelnici udělala jednu chybu a musela na trestné kolo. Pět trestných okruhů ji v navazujícím stíhacím závodě srazilo až na 26. místo. V posledním závodě pak skončila s ženskou štafetou na 4. místě, když na svém úseku ani jednou na střelnici nechybovala a tým posunula v cíli o 2 místa.
Třináctým místem zahájila třetí díl Světového poháru v domácím prostředí Nového Města na Moravě, když ji tři trestná kola ve střelbě vestoje připravila o lepší výsledek, přestože měla v závodě nejrychlejší běžecký čas. Své postavení dokázala vylepšit ve stíhacím závodě, ve kterém se i přes stejný počet omylů jako ve sprintu dokázala posunut na 8. místo. V posledním klání podniku, v závodu s hromadným startem, se pak stala první českou biatlonistkou, která triumfovala v domácím prostředí Světového poháru, když i přes jeden omyl na střelnici udržela za sebou v cíli Němku Lauru Dahlmeierovou a připsala si čtrnácté kariérní vítězství.
Dne 28. prosince 2016 se společně s Michalem Šlesingrem zúčastnila exhibičního závodu ve Veltins-Areně v německém Gelsenkirchenu, kde dojeli na sedmém místě.
Po Vánocích se závody přesunuly do německého Oberhorfu, kde se Koukalové povedlo zvítězit hned v prvním závodě, který byl na programu, a to ve sprintu, když na trať vystartovala jako první z celého startovního pole a v cíli za sebou nechala Kaisu Mäkäräinenovou a Marií Dorenovou Habertovou. V následném stíhacím závodě na střelnici třikrát chybovala a přestože měla nejrychlejší běh, v cíli ji o více než 30 sekund porazila Marie Dorenová Habertová, a tak brala druhé místo. Přesto se tímto výsledkem ujala poprvé v sezóně žlutého trikotu pro vedoucí závodnici Světového poháru. Úspěšný víkend korunovala suverénní výhrou v závodu s hromadným startem, ve kterém ani jednou na střelnici neminula terč a druhou v cíli Dahlmeierovou za sebou nechala o více než půl minuty. 6. místem v ženské štafetě zahájila podnik v německém Ruhpoldingu, když na posledním úseku vytáhla Češky o dvě příčky. Ve sprintu pak po bezchybné střelbě nestačila jen na suverénku závodu Finku Kaisu Mäkäräinenovou, na niž v cíli ztratila 22 sekund. Stejně dopadl i následující stíhací závod, ve kterém na finskou závodnici nakonec ztratila více než minutu. Následně se koloběh přesunul do italského střediska Anterselvy, kde byl na úvod vytrvalostní závod, druhý v sezóně. Po šesti chybách na střelnici (připočtění 6 minut) obsadila Koukalová 24. místo a přišla i o žlutý trikot vedoucí závodnice SP, o který ji připravila vítězka závodu Dahlmeierová. V závodu s hromadným startem si pak zajela své maximum v Anterselvě, když po 2 trestných okruzích skončila v cíli na třetím místě. Po domluvě s trenéry nenastoupila do posledního závodu, ženské štafety.
Světový šampionát v rakouském Hochfilzenu zahájila smíšenou štafetou, kde na druhém úseku posunula svůj výběr z 21. pozice po první předávce o 13 míst. Nakonec Česká republika skončila na 7. příčce. Následující den, 10. února 2017 získala svůj první individuální titul mistryně světa, když na MS vyhrála závod ve sprintu na 7,5 km. Obě položky, ve stoje i vleže, odstřílela bez chyby a v cíli měla náskok 4 sekund před Němkou Laurou Dahlmeierovou. Ve stíhacím závodě strávila kvůli technickým problémům na první střelbě vleže 56 sekund (běžně jí střelba vleže trvá zhruba 34 sekund), navíc 2× minula a ze střelnice odjížděla až jako třináctá, přesto zásluhou výborného běžeckého výkonu a jen jedné další střelecké chyby vybojovala bronzovou medaili s odstupem 16,6 sekundy za vítěznou Dahlmeierovou. Ve vytrvalostním závodu pak zkompletovala svou sbírku medailí, když na střelnici chybovala pouze jednou a celkově byla druhá opět za Dahlmeierovou, na kterou ztratila skoro 25 sekund. S ženskou štafetou obsadila v cíli 4. příčku, když startovala na posledním úseku svého týmu a dlouho ho držela ve hře o jednu ze sady medailí, v závěrečném okruhu však neudržela svou druhou pozici po poslední střelbě a předběhly ji štafety Ukrajiny a Francie. Stejnou pozici obsadila i v závěrečné disciplíně celého mistrovství v závodu s hromadným startem, když jediný střelecký omyl zaznamenala až na poslední střelbě.
Začátkem března se opět rozeběhl Světový pohár, který se přesunul do Asie, konkrétně do střediska v jihokorejském Pchjongčchangu. Jako vedoucí závodnice disciplíny startovala ve sprintu, kde po dvou chybách na střelnice a i pomalejšímu běhu skončila v cíli na 21. pozici a ztratila tak červený trikot. Tuto pozice vylepšila o 17 příček v následujícím stíhacím závodu, když v cíli obsadila 8. příčku. S ženskou štafetou pak vybojovala třetí místo, když na posledním úseku posunula svůj tým z 8. místa a jen těsně podlehla v závěrečném finiši Marte Olsbuové z Norska. Poté se celé startovní pole opět přesunulo do Evropy, kde hostilo 8. podnik SP finské Kontiolahti, které v pořadatelství nahradilo ruskou Ťumeň, jež se po dopingovém skandálu ruských sportovců sama konání tohoto podniku vzdala. Na úvod nejprve obsadila po jedné chybě ve stojce třinácté místo ve sprintu. Následně tuto pozici vylepšila o tři místa ve stíhacím závodě, kde ještě před poslední střelbou figurovala na 3. pozici, ovšem dvě minely na ní ji v cíli připravily o lepší výsledek. Premiéru si pak odbyla spolu s Ondřejem Moravcem v závodu smíšených dvojic, kde obsadili šestou příčku.
Závěrečný podnik hostilo norské středisko Holmenkollen, kde své představení zahájila čtvrtým místem v úvodním sprintu, které zajistilo zisk malého křišťálového glóbu za tuto disciplínu, přestože před začátkem závodu ztrácela v tomto hodnocení na vedoucí Němku Dahlmeierovou 28 bodů, ta však selhala a v cíli skončila až na 31. příčce. V následné stíhačce dokázala zastřílet stejně jako Rakušanka Lisa Hauserová všechny položky čistě a v cíli nestačila jen na suverénní Mari Laukkanenovou z Finska, která udržela svou pozici ze sprintu. Sezóna pak tradičně končila závodem s hromadným startem, před kterým ztrácela v hodnocení této disciplíny 11 bodů na vedoucí Dahlmeierovou. V průběhu něj byla většinu času před Němkou a po čisté poslední položce skončila stejně jako ve stíhačce druhá, když ji tentokrát porazila jen domácí biatlonistka Tiril Eckhoffová. Němka cílovou pásku projela na 9. místě, za což do hodnocení inkasovala 32 bodů, zatímco Koukalová za druhé místo získala bodů 54, díky čemuž se mohla radovat ze zisku druhého křišťálového glóbu v této disciplíně ve své kariéře.
V říjnu 2017 byla vyhlášena nejlepším sportovcem ministerstva vnitra za sezónu 2016/2017.

### Sezóny 2017/2018 a 2018/2019
Z důvodu chronického přetížení achillovek a následné bolesti lýtkových svalů nemohla v letní přípravě plně trénovat. Dne 27. října 2017 odletěla do Finska na soustředění a připojila se k českému biatlonovému týmu, který se připravoval ve středisku Imatra. Do prvních závodů Světového poháru však nenastoupila.
V lednu 2018 pak oznámila, že sezónu 2017/18 vynechává a že se nezúčastní ani olympijských her. Dne 7. dubna 2018 Gabriela Koukalová prohlásila, že ani v další sezóně 2018/2019 nenastoupí do žádného závodu. Začátkem roku 2019 se začalo spekulovat o jejím možném návratu. Sama biatlonistka uvedla, že sama neví, zda chce pokračovat v kariéře. Dne 28. května 2019 oznámila konec své profesionální sportovní kariéry.

## Film a televize
V roce 2019 si zahrála ve filmu Teroristka a roku 2020 v jedné epizodě seriálu Sestřičky Modrý kód; v obojím ztvárnila samu sebe. Od listopadu 2020 do února 2023 (s přestávkou během těhotenství) moderovala na stanici Prima pořad Showtime.

## Výsledky

### Olympijské hry a mistrovství světa
| Sezóna  | Akce | Místo                | SP  | SZ  | HZ  | IZ  | ŠT  | SŠT | Věk    |
| ------- | ---- | -------------------- | --- | --- | --- | --- | --- | --- | ------ |
| 2009/10 | ZOH  | Vancouver            | –   | –   | –   | 60. | 16. | –   | 20 let |
| 2010/11 | MS   | Chanty-Mansijsk      | 25. | 22. | –   | 47. | 11. | 11. | 21 let |
| 2012/13 | MS   | Nové Město na Moravě | 14. | 20. | 18. | 12. | 10. | 3.  | 23 let |
| 2013/14 | ZOH  | Soči                 | 28. | 4.  | 2.  | 4.  | 3.  | 2.  | 24 let |
| 2014/15 | MS   | Kontiolahti          | 18. | 5.  | 5.  | 2.  | 8.  | 1.  | 25 let |
| 2015/16 | MS   | Oslo                 | 4.  | 11. | 4.  | 5.  | 6.  | 6.  | 26 let |
| 2016/17 | MS   | Hochfilzen           | 1.  | 3.  | 4.  | 2.  | 4.  | 7.  | 27 let |

Poznámka: Výsledky z mistrovství světa se započítávají do celkového hodnocení Světového poháru, výsledky z olympijských her se dříve započítávaly, od olympijských her v Soči se nezapočítávají.

### Světový pohár
Sezóna 2009/10
| ČSP              | Místo            | SP           | SZ  | HZ | IZ  | ŠT  | SŠT | STŘ  |
| ---------------- | ---------------- | ------------ | --- | -- | --- | --- | --- | ---- |
| 2.               | Hochfilzen       | 99.          | –   | –  | –   | –   | –   | –    |
| 5.               | Ruhpolding       | 64.          | –   | –  | –   | 6.  | –   | –    |
| 8.               | Oslo             | 51.          | 53. | –  | –   | –   | –   | –    |
| 9.               | Chanty-Mansijsk  | 52.          | –   | –  | –   | –   | 7.  | –    |
| Celkové umístění | Celkové umístění | nkl          | nkl | –  | nkl | 11. | –   | 81 % |
| Celkové umístění | Celkové umístění | 0 bodů (nkl) |     |    |     | 11. | –   | 81 % |

Sezóna 2010/11
| ČSP              | Místo            | SP            | SZ  | HZ | IZ  | ŠT | SŠT | STŘ |
| ---------------- | ---------------- | ------------- | --- | -- | --- | -- | --- | --- |
| 9.               | Oslo             | 47.           | 51. | –  | –   | –  | –   | –   |
| Celkové umístění | Celkové umístění | 66.           | 59. | –  | nkl | –  | –   | ?   |
| Celkové umístění | Celkové umístění | 35 bodů (68.) |     |    |     | –  | –   | ?   |

Sezóna 2011/12
| ČSP              | Místo                | SP           | SZ  | HZ | IZ  | ŠT  | SŠT | STŘ  |
| ---------------- | -------------------- | ------------ | --- | -- | --- | --- | --- | ---- |
| 2.               | Hochfilzen           | –            | –   | –  | –   | 10. | –   | –    |
| 3.               | Hochfilzen           | –            | –   | –  | –   | –   | 2.  | –    |
| 5.               | Nové Město na Moravě | 42.          | 36. | –  | 82. | –   | –   | –    |
| 6.               | Anterselva           | 52.          | –   | –  | –   | 11. | –   | –    |
| Celkové umístění | Celkové umístění     | nkl          | 72. | –  | nkl | 11. | –   | 76 % |
| Celkové umístění | Celkové umístění     | 4 body (93.) |     |    |     | 11. | –   | 76 % |

Sezóna 2012/13
| ČSP              | Místo            | SP            | SZ  | HZ  | IZ  | ŠT  | SŠT | STŘ  |
| ---------------- | ---------------- | ------------- | --- | --- | --- | --- | --- | ---- |
| 1.               | Östersund        | 14.           | 13. | –   | 10. | –   | 3.  | –    |
| 2.               | Hochfilzen       | 14.           | 11. | –   | –   | 10. | –   | –    |
| 3.               | Pokljuka         | 1.            | 2.  | 3.  | –   | –   | –   | –    |
| 5.               | Ruhpolding       | 11.           | –   | 30. | –   | 3.  | –   | –    |
| 6.               | Anterselva       | 10.           | 13. | –   | –   | –   | –   | –    |
| 7.               | Oslo             | 14.           | 35. | 17. | –   | –   | –   | –    |
| 8.               | Soči             | 17.           | –   | –   | 8.  | 9.  | –   | –    |
| 9.               | Chanty-Mansijsk  | 1.            | 1.  | 1.  | –   | –   | –   | –    |
| Celkové umístění | Celkové umístění | 6.            | 8.  | 7.  | 7.  | 9.  | 3.  | 85 % |
| Celkové umístění | Celkové umístění | 800 bodů (6.) |     |     |     | 9.  | 3.  | 85 % |

Sezóna 2013/14
| ČSP              | Místo            | SP            | SZ  | HZ  | IZ | ŠT  | SŠT | STŘ  |
| ---------------- | ---------------- | ------------- | --- | --- | -- | --- | --- | ---- |
| 1.               | Östersund        | 6.            | –   | –   | 1. | –   | 1.  | –    |
| 2.               | Hochfilzen       | 23.           | 9.  | –   | –  | 12. | –   | –    |
| 3.               | Annecy           | 4.            | 4.  | –   | –  | 10. | –   | –    |
| 4.               | Oberhof          | 25.           | 12. | 13. | –  | –   | –   | –    |
| 5.               | Ruhpolding       | –             | 1.  | –   | 1. | 6.  | –   | –    |
| 6.               | Anterselva       | DSQ           | –   | –   | –  | ZRU | –   | –    |
| 8.               | Kontiolahti      | 7.            | 29. | –   | –  | –   | –   | –    |
| 8.               | Kontiolahti      | 3.            | 29. | –   | –  | –   | –   | –    |
| 9.               | Oslo             | 5.            | 14. | 17. | –  | –   | –   | –    |
| Celkové umístění | Celkové umístění | 5.            | 10. | 23. | 1. | 10. | 1.  | 87 % |
| Celkové umístění | Celkové umístění | 613 bodů (4.) |     |     |    | 10. | 1.  | 87 % |

Sezóna 2014/15
| ČSP              | Místo                | SP            | SZ  | HZ  | IZ  | ŠT | SŠT | STŘ  |
| ---------------- | -------------------- | ------------- | --- | --- | --- | -- | --- | ---- |
| 1.               | Östersund            | 28.           | 20. | –   | 61. | –  | –   | –    |
| 2.               | Hochfilzen           | 30.           | 17. | –   | –   | 3. | –   | –    |
| 3.               | Pokljuka             | 1.            | 20. | 4.  | –   | –  | –   | –    |
| 4.               | Oberhof              | 6.            | –   | 10. | –   | 1. | –   | –    |
| 5.               | Ruhpolding           | 13.           | –   | 9.  | –   | 1. | –   | –    |
| 6.               | Anterselva           | 22.           | 20. | –   | –   | 2. | –   | –    |
| 7.               | Nové Město na Moravě | 19.           | 5.  | –   | –   | –  | 2.  | –    |
| 8.               | Oslo                 | 5.            | –   | –   | 9.  | 1. | –   | –    |
| 9.               | Chanty-Mansijsk      | 10.           | 10. | 2.  | –   | –  | –   | –    |
| Celkové umístění | Celkové umístění     | 9.            | 7.  | 4.  | 6.  | 1. | 3.  | 87 % |
| Celkové umístění | Celkové umístění     | 752 bodů (6.) |     |     |     | 1. | 3.  | 87 % |

Sezóna 2015/16
| ČSP              | Místo            | SP             | SZ | HZ  | IZ | ŠT | SŠT | SZD | STŘ  |
| ---------------- | ---------------- | -------------- | -- | --- | -- | -- | --- | --- | ---- |
| 1.               | Östersund        | 1.             | 5. | –   | 5. | –  | 3.  | –   | 92 % |
| 2.               | Hochfilzen       | 8.             | 3. | –   | –  | 6. | –   | –   | 90 % |
| 3.               | Pokljuka         | 5.             | 4. | 2.  | –  | –  | –   | –   | 96 % |
| 4.               | Ruhpolding       | 2.             | 2. | 7.  | –  | –  | –   | –   | 94 % |
| 5.               | Ruhpolding       | –              | –  | 1.  | 3. | –  | –   | –   | 98 % |
| 6.               | Anterselva       | 9.             | 7. | –   | –  | 2. | –   | –   | 88 % |
| 7.               | Canmore          | 7.             | –  | 3.  | –  | –  | 10. | –   | 93 % |
| 8.               | Presque Isle     | 1.             | 1. | –   | –  | 1. | –   | –   | 88 % |
| 9.               | Chanty-Mansijsk  | 2.             | 4. | ZRU | –  | –  | –   | –   | 93 % |
| Celkové umístění | Celkové umístění | 1.             | 1. | 1.  | 3. | 4. | 10. | 10. | 92 % |
| Celkové umístění | Celkové umístění | 1074 bodů (1.) |    |     |    | 4. | 10. | 10. | 92 % |

Sezóna 2016/17
| ČSP              | Místo                | SP             | SZ  | HZ | IZ  | ŠT | SŠT | SZD | STŘ  |
| ---------------- | -------------------- | -------------- | --- | -- | --- | -- | --- | --- | ---- |
| 1.               | Östersund            | 3.             | 1.  | –  | 16. | –  | 7.  | –   | 83 % |
| 2.               | Pokljuka             | 7.             | 25. | –  | –   | 4. | –   | –   | 88 % |
| 3.               | Nové Město na Moravě | 13.            | 8.  | 1. | –   | –  | –   | –   | 83 % |
| 4.               | Oberhof              | 1.             | 2.  | 1. | –   | –  | –   | –   | 95 % |
| 5.               | Ruhpolding           | 2.             | 2.  | –  | –   | 6. | –   | –   | 89 % |
| 6.               | Anterselva           | –              | –   | 3. | 24. | –  | –   | –   | 80 % |
| 7.               | Pchjongčchang        | 21.            | 8.  | –  | –   | 3. | –   | –   | 87 % |
| 8.               | Kontiolahti          | 13.            | 10. | –  | –   | –  | –   | 6.  | 84 % |
| 9.               | Holmenkollen         | 4.             | 2.  | 2. | –   | –  | –   | –   | 95 % |
| Celkové umístění | Celkové umístění     | 1.             | 2.  | 1. | 3.  | 5. | 7.  | 7.  | 87 % |
| Celkové umístění | Celkové umístění     | 1089 bodů (2.) |     |    |     | 5. | 7.  | 7.  | 87 % |

### Juniorská mistrovství
| Sezóna  | D   | Místo      | SP  | SZ  | IZ  | ŠT | Věk    |
| ------- | --- | ---------- | --- | --- | --- | -- | ------ |
| 2007/08 | MSJ | Ruhpolding | 37. | 22. | 36. | –  | 18 let |
| 2008/09 | MSJ | Canmore    | 15. | 15. | 8.  | 1. | 19 let |
| 2009/10 | MSJ | Torsby     | 14. | 10. | 13. | 8. | 20 let |

## Vítězství ve Světovém poháru

### Individuální
Gabriela Soukalová celkově zaznamenala 17 individuálních triumfů ve Světovém poháru (2 IZ, 7 SP, 4 SZ, 4 HZ).
| Č.  | Sezóna  | datum              | místo                | disciplína                           | střelba | vítězný čas |
| --- | ------- | ------------------ | -------------------- | ------------------------------------ | ------- | ----------- |
| 1.  | 2012/13 | 14. prosince 2012  | Pokljuka             | sprint na 7,5 km                     | 0+0     | 22:09,8 min |
| 2.  | 2012/13 | 14. března 2013    | Chanty-Mansijsk      | sprint na 7,5 km                     | 0+0     | 21:25,6 min |
| 3.  | 2012/13 | 16. března 2013    | Chanty-Mansijsk      | stíhací závod na 10 km               | 0+1+0+1 | 30:58,8 min |
| 4.  | 2012/13 | 17. března 2013    | Chanty-Mansijsk      | závod s hromadným startem na 12,5 km | 0+0+0+0 | 38:22,4 min |
| 5.  | 2013/14 | 28. listopadu 2013 | Östersund            | vytrvalostní závod na 15 km          | 0+1+1+0 | 47:56,0 min |
| 6.  | 2013/14 | 10. ledna 2014     | Ruhpolding           | vytrvalostní závod na 15 km          | 0+1+0+0 | 40:32,6 min |
| 7.  | 2013/14 | 12. ledna 2014     | Ruhpolding           | stíhací závod na 10 km               | 0+0+0+0 | 30:39,8 min |
| 8.  | 2014/15 | 18. prosince 2014  | Pokljuka             | sprint na 7,5 km                     | 0+0     | 20:17,3 min |
| 9.  | 2015/16 | 2. prosince 2015   | Östersund            | sprint na 7,5 km                     | 0+0     | 19:46,2 min |
| 10. | 2015/16 | 16. ledna 2016     | Ruhpolding           | závod s hromadným startem na 12,5 km | 0+0+0+0 | 41:13,2 min |
| 11. | 2015/16 | 11. února 2016     | Presque Isle         | sprint na 7,5 km                     | 0+0     | 20:02,2 min |
| 12. | 2015/16 | 12. února 2016     | Presque Isle         | stíhací závod na 10 km               | 0+0+3+0 | 31:24,6 min |
| 13. | 2016/17 | 4. prosince 2016   | Östersund            | stíhací závod na 10 km               | 0+0+1+0 | 31:43,3 min |
| 14. | 2016/17 | 18. prosince 2016  | Nové Město na Moravě | závod s hromadným startem na 12,5 km | 0+1+0+0 | 34:42,1 min |
| 15. | 2016/17 | 6. ledna 2017      | Oberhof              | sprint na 7,5 km                     | 0+0     | 22:28,5 min |
| 16. | 2016/17 | 8. ledna 2017      | Oberhof              | závod s hromadným startem na 12,5 km | 0+0+0+0 | 37:20,5 min |
| 17. | 2016/17 | 10. února 2017     | Hochfilzen (MS)      | sprint na 7,5 km                     | 0+0     | 19:12,6 min |

### Týmová
Gabriela Soukalová celkově zaznamenala 6 týmových triumfů ve Světovém poháru (4 ŠT, 2 SŠT).
| Č. | Sezóna  | datum              | místo            | spoluzávodníci                                     | disciplína                      | střelba na úseku | vítězný čas   |
| -- | ------- | ------------------ | ---------------- | -------------------------------------------------- | ------------------------------- | ---------------- | ------------- |
| 1. | 2013/14 | 24. listopadu 2013 | Östersund        | Veronika Vítková Zdeněk Vítek Ondřej Moravec       | smíšená štafeta na 2×6+2×7,5 km | 0+1 0+0          | 1:17:05,6 min |
| 2. | 2014/15 | 7. ledna 2015      | Oberhof          | Eva Puskarčíková Jitka Landová Veronika Vítková    | štafeta na 4×6 km               | 0+1 0+0          | 1:16:56,0 min |
| 3. | 2014/15 | 14. ledna 2015     | Ruhpolding       | Eva Puskarčíková Jitka Landová Veronika Vítková    | štafeta na 4×6 km               | 0+1 0+2          | 1:23:57,7 min |
| 4. | 2014/15 | 15. února 2015     | Oslo             | Eva Puskarčíková Jitka Landová Veronika Vítková    | štafeta na 4×6 km               | 0+2 0+0          | 1:11:10,6 min |
| 5. | 2014/15 | 5. března 2015     | Kontiolahti (MS) | Veronika Vítková Michal Šlesingr Ondřej Moravec    | smíšená štafeta na 2×6+2×7,5 km | 0+0 0+0          | 1:20:27,4 min |
| 6. | 2015/16 | 14. února 2016     | Presque Isle     | Eva Puskarčíková Lucie Charvátová Veronika Vítková | štafeta na 4×6 km               | 0+0 0+2          | 1:07:11,0 min |